# Kallovaratjeh
Kallovaratjeh este o arie protejată (arie specială de conservare — SAC, sit de importanță comunitară — SCI) din Suedia întinsă pe o suprafață de 2.223,3 ha, integral pe uscat.

## Localizare
Centrul sitului Kallovaratjeh este situat la coordonatele 67°07′05″N 16°46′37″E / 67.1181°N 16.777°E.

## Înființare
Situl Kallovaratjeh a fost declarat sit de importanță comunitară în decembrie 1995 pentru a proteja un număr necunoscut de specii din flora spontană și fauna sălbatică aflate în arealul zonei. Situl a fost protejat și ca arie specială de conservare în decembrie 2009.

## Biodiversitate
Situată în ecoregiunea alpină, aria protejată conține 5 habitate naturale: Pajiști boreale și alpine pe substrat silicios, Pajiști alpine și subalpine calcaroase, Ape stătătoare oligotrofe până la mezotrofe, cu vegetație de Littorelletea uniflorae și/sau de Isoëto-Nanojuncetea, Râuri de munte și vegetația erbacee de pe malurile acestora, Pajiști alpine și boreale.
La baza desemnării sitului se află un număr nedeclarat de specii protejate.